# Parafia św. Mikołaja w False Pass
Parafia św. Mikołaja – parafia prawosławna w False Pass. Jedna z 14 parafii dekanatu Unalaska diecezji Alaski Kościoła Prawosławnego w Ameryce.